# Qantas Freight
Qantas Freight ist eine australische Frachtfluggesellschaft und mit Sitz in Botany Bay City und Basis auf dem Kingsford Smith International Airport. Sie ist eine Tochtergesellschaft der Qantas Airways.

## Unternehmen
Qantas Freight führt nationale und internationale Frachtflüge auch nach Frankfurt am Main durch. Dort unterhält Qantas Airways eine Frachtabteilung in der Cargo City Süd. Neben eigenen Frachtflugzeugen werden zudem die Frachtabteile der Qantas und Jetstar genutzt.

## Flotte
Mit Stand April 2025 besteht die Flotte der Qantas Freight aus 13 Frachtflugzeugen mit einem Durchschnittsalter von 24,8 Jahren:
| Flugzeugtyp                 | Anzahl | bestellt | Anmerkungen                          | Kapazität (in t) | Durchschnittsalter |
| --------------------------- | ------ | -------- | ------------------------------------ | ---------------- | ------------------ |
| Airbus A321P2F              | 06     | 3        | betrieben durch Express Freighters   | 26,0             | 22,5 Jahre         |
| Airbus A330-200P2F          | 02     | 0        | betrieben durch Express Freighters   | 61,0             | 17,8 Jahre         |
| Boeing 747-400F             | 02     | 0        | betrieben durch Atlas Air            |                  | 23,8 Jahre         |
| British Aerospace 146-300QT | 03     |          | betrieben durch National Jet Express | 10,5             | 34,7 Jahre         |
| Gesamt                      | 13     | 3        |                                      |                  | 24,8 Jahre         |

### Ehemalige Flugzeugtypen
| Flugzeugtyp          | Anzahl | von  | bis  | Anmerkungen                        |
| -------------------- | ------ | ---- | ---- | ---------------------------------- |
| Boeing 737-300(BDSF) | 04     | 2013 | 2024 | betrieben durch Express Freighters |
| Boeing 737-400(SF)   | 01     | 2017 | 2024 | betrieben durch Express Freighters |
| Boeing 747-8F        | 03     | 2019 | 2022 | betrieben durch Atlas Air          |
| Boeing 767-300ERF    | 01     | 2011 | 2024 | betrieben durch Express Freighters |